# Salete Campari
Francisco de Sales Rodrigues, mais conhecido como Salete Campari (Araruna, 23 de maio de 1969), é uma drag queen brasileira, que já participou de vários programas de televisão e tornou-se uma drag famosa, trabalhando como hostess na noite paulistana.
Formada em Matemática, Salete Campari lecionou por um breve período de tempo.
Com 20 anos de carreira, ficou famosa por suas performances interpretando, Marilyn Monroe, Elis Regina e Carmem Miranda. Em 2005, teve sua vida retratada no livro "Salete Campari: uma drag queen", e, no ano seguinte, emprestou seu nome a um perfume.
Salete participou do filme Carandiru e também de inúmeras peças de teatro, além de eventos - como o Mercado Mundo Mix.
Gravou um curta-metragem com 22 minutos de duração, intitulado "Salete", em que contou sua história na noite paulistana e foi finalista no Festival Mix Brasil em 2005.
Esteve em cartaz com a peça Rosas Brancas para Salomé, espetáculo biográfico de uma das pioneiras do transformismo no Brasil.
Militante da causa LGBT, candidatou-se a vereador na cidade de São Paulo, em 2008. Candidatou-se a uma vaga na Assembleia Legislativa do Estado de São Paulo em 2006, pelo PDT e em 2010, pelo PT.  Nas eleições de 2010 obteve 5.402 votos para deputado estadual, o que não foi suficiente para se eleger.

## Carreira
Francisco nasceu no município de Araruna, interior da Paraíba. Após a morte de seus pais passa a morar e trabalhar em São Paulo, quando se forma em matemática.
Nesse caminho, conhece a noite paulistana e sua veia artística floresce, nascendo Salete Campari. A carreira de Salete Campari ganha grandes proporções e aumenta sua visibilidade participando de vários programas televisivos, como Domingo Legal, Fantástico, Domingão do Faustão, VideoShow, Ana Maria Braga, Superpop, Adriane Galisteu entre outros. É neste momento que se consolida como uma grande difusora da cultura Drag e sempre se posiciona defendendo a cidadania LGBT ...(Nome Social).

## Militância
Com todo o sucesso em torno de sua imagem, Salete Campari, vê a necessidade de retribuir isso à população LGBT, e o faz através de sua militância já a mais de 20 anos no estado de São Paulo.
Salete Campari esteve presente nas articulações para a realização da 1ª Parada do Orgulho LGBT de São Paulo e está presente nesta grande atividade até os dias de hoje, organizando um trio elétrico próprio há mais de 7 anos.
Salete Campari esteve presente nas audiências na Câmara Municipal e com a sociedade civil em defesa do autorama, espaço de convivência LGBT localizado no estacionamento do Parque Ibirapuera. Também participou voluntariamente da "Diversidade na Praça", atividade promovida pela prefeitura de São Paulo, quando pode dialogar com a população LGBT das regiões periféricas da região metropolitana de São Paulo.
Em 2008, foi eleita delegada à Conferência Nacional LGBT, convocada pelo Presidente Lula, onde pode defender as principais reivindicações do movimento. Em 2009, Salete Campari, juntamente com um grupo de militantes da capital, formaram o Grupo D’VERDADE, uma Organização Não Governamental que atua na defesa dos direitos LGBT’s com foco no segmento de TT’s.
Em todos esses anos de militância, Salete Campari tem formado apoio e alianças para promover a diversidade, participado de vários debates sobre a diversidade sexual e utiliza do espaço que a mídia lhe proporciona para promover e defender a plena cidadania LGBT.
Hoje, Salete Campari é uma grande militante e defensora do PLC 122/06 que criminaliza a homofobia em todo território brasileiro.